# Trix (muziekcentrum)
Trix is de naam van zowel een muziekclub in de Belgische stad Antwerpen, als de naam van een muziekondersteunende werking die gericht is op muzikanten en organisaties die zich bezighouden met alternatieve pop- en rockmuziek, hiphop, metal en elektronica.
De werking gericht op alternatieve muziek ontstond in 2004. In 2008 werd beslist de stedelijke concertzaal "Hof ter Lo" over te dragen naar Trix, waarbij ook de naam Hof ter Lo verdween. Bedoeling was de stad Antwerpen een concertzaal te geven die vergelijkbaar is met de Ancienne Belgique in Brussel of de Vooruit in Gent.
Trix telt vier concertzalen: de Trix Bar (180 personen), het Trix Café (250 personen), de Trix Club (450 personen) en de Trix Zaal (1100 personen - het voormalige Hof Ter Lo).
Trix heeft vijf repetitieruimtes, een productiestudio en een opnamestudio. De podcast As Told By wordt er opgenomen. Ter ondersteuning van jonge muzikanten stelt Trix jaarlijks meerdere bands aan als artist in residence. Zij krijgen een ruimte ter beschikking waarin ze kunnen repeteren, experimenteren, opnemen, etc. ... Eerste artiesten in residentie waren Monza en Star Club West in 2006. Onder meer Tim Vanhamel, The Hickey Underworld, Triggerfinger, Mintzkov, Diablo Blvd, School is Cool, Amatorski, High Hi, Your Highness, Bliksem, TheColorGrey en Equal Idiots waren in het verleden artist-in-residence. Velen van hen kenden nadien een doorbraak.
Er worden concerten georganiseerd van zowel lokale als internationale artiesten en indoorfestivals als Antwerp Desertfest (stonerrockfestival), Filter Festival voor internationale alternatieve muziek en We are open voor Belgische artiesten. In Trix worden ook muziek- of muziekindustriegerelateerde workshops, lezingen en zomerkampen voor jongeren georganiseerd. De zalen kunnen gehuurd worden voor privé evenementen. In oktober 2022 haalde Trix de pers doordat de eerste Taylor Swift party (Swiftieverse) in België hier georganiseerd werd. Trix cureerde in november 2022 samen met De Studio en Arenberg de muziek voor het Nederlandse literatuur- en muziekfestival Crossing Border.
Locatie
Trix is gelegen aan de Noordersingel in Borgerhout, Antwerpen. De nabijgelegen halte van De Lijn verwijst naar de vroegere benaming Hof Ter Lo.